# Today You Die
Today You Die (Hoje Você Morre título em português) é um filme estadunidense de 2005, estrelado por Steven Seagal e dirigido por Don E. Fauntleroy.

## Elenco
- Steven Seagal - Harlan Banks
- Treach - Ice Kool
- Sarah Buxton - Agent Rachel Knowles
- Mari Morrow - Jada
- Nick Mancuso - Agente Saunders
- Robert Miano - Bruno
- Kevin Tighe - Max
- Jamie McShane - Vincent
- Lawrence Turner - Garret
- Brett Rice - Taggert
- Lance J. Mancuso - Casino Guard
- Chloë Grace Moretz - Little Girl
- Elayn J. Taylor - Old Tarot Reader
- Hawthorne James - Derrick
- David Fryberger - Cop
- Morann Peri - Cop Partner
- John Gulino - Marshall
- Smalls - Dinky-D
- Darren Ting - Ming Lee
- John Wister - Rusty
- Lesley-Anne Down - Bank Manager
- J. Anthony Pena - Hispânico
- Lisa Guerrero - Repórter
- Brian Jay - Bartender
- Jerry Trimble - Garret's Gang #1
- J.J. Perry - Thug
- Les Weldon - Piloto de Helicóptero
- Randy Couture - Vincent's Bodyguard